# 244 av. J.-C.
Cette page concerne l'année 244 av. J.-C. du calendrier julien proleptique.

## Événements
- 7 juillet (21 avril du calendrier romain) : début à Rome du consulat de Aulus Manlius Torquatus Atticus et Caius Sempronius Blaesus[1].
- Hamilcar Barca contrôle le nord-ouest de la Sicile. Il transfère son armée sur les pentes du mont Éryx (Monte San Giuliano), desquelles il peut prêter appui aux garnisons assiégées dans la ville voisine de Drépane (Trapani)[1].
- Hannon le Grand, opposé à la guerre avec Rome, démobilise la marine carthaginoise[2].
- Fondation d'une colonie romaine  à Brundisium (Brindes)[1].
- Début du règne d'Agis IV, roi de Sparte (fin en 240 av. J.-C.). Il tente de réformer Sparte pour lui rendre sa puissance. Époque des rois réformateurs à Sparte (fin en 222 av. J.-C.)[3].
- Affrontement des Xiongnu contre le royaume de Zhao[4].

## Naissances
- Arsinoé III

## Décès
- Eudamidas II, roi de Sparte.